# Regering-Moureaux I
De regering-Moureaux I (22 december 1981 - 3 december 1985) was de eerste Franse Gemeenschapsregering, onder leiding van Philippe Moureaux. Het was de eerste echte regering van de Franse Gemeenschap, die in 1980 door de tweede staatshervorming is opgericht ter vervanging van de Franse Culturele Gemeenschap. Ze werd gevormd na de verkiezingen van 8 november 1981. De regering bestond uit de twee partijen: PS (53 zetels) en PRL (35 zetels). Ze werd opgevolgd door de regering-Monfils na de verkiezingen van 13 oktober 1985.

## Samenstelling
De regering-Moureaux I telde drie ministers: twee voor de PS en een voor de PRL.
| Ambtsbekleder | Ambtsbekleder | Ambtsbekleder                 | Functie en bevoegdheden       | Functie en bevoegdheden                              | Termijn                            | Partij |
| ------------- | ------------- | ----------------------------- | ----------------------------- | ---------------------------------------------------- | ---------------------------------- | ------ |
|               |               | Philippe Moureaux (1939-2018) | Minister-president / Minister | Culturele Aangelegenheden en Internationale Relaties | 22 december 1981 - 3 december 1985 | PS     |
|               |               | Philippe Monfils (1939)       | Minister                      | Sociale Aangelegenheden, Vorming en Toerisme         | 22 december 1981 - 3 december 1985 | PRL    |
|               |               | Robert Urbain (1930-2018)     | Minister                      | Gezondheid en Onderwijs                              | 22 december 1981 - 3 december 1985 | PS     |

Moureaux I · 
Monfils · 
Moureaux II · 
Féaux · 
Anselme · 
Onkelinx I · 
Onkelinx II · 
Hasquin ·
Arena ·
Demotte I ·
Demotte II ·
Demotte III ·
Jeholet ·
Degryse